# Tésenfa
Tésenfa es un pueblo ubicado en el distrito de Siklós, en el condado de Baranya, Hungría.

## Superficie
Posee una superficie de 8,40 kilómetros cuadrados.

## Demografía
Hasta 2019 la población era de 197 habitantes, con una densidad de población de 23,45 habitantes por kilómetro cuadrado.